# Michelle Branch
Michelle Jaquet DeSevren Branch, amerikansk sångare och musiker, född 2 juli 1983 i Phoenix, Arizona.
Michelle är mest känd för låtarna "All You Wanted" och sin första singel "Everywhere", annars har hon varit med och uppträtt i flera serier som sig själv, "Förhäxad", "One Tree Hill" och "Buffy och vampyrerna" för att nämna några.
Hennes första genombrott i själva musikindustrin var Indie-albumet "Broken Bracelet". Följande album var "The Spirit Room" som innehöll en del nya låtar och en del nya versioner av låtar från "Broken Bracelet". Hennes andra studioalbum hette "Hotel Paper". Efter detta gjorde hon ett samarbete med Jessica Harp, de släppte ett album "Stand Still, Look Pretty" under namnet The Wreckers. Musiken var mycket mer countryinspirerad än Michelle Branchs tidigare album som domineras starkt av pop med rockinfluenser.
Hon började sjunga redan i 3-årsåldern, och hon började spela gitarr när hon var 14.
Från hennes mamma och pappas sidor har hon danskt, irländskt, franskt och indonesiskt påbrå.

## Övrigt
Michelle har 14,5 gitarrer, och har varit förband åt Hanson när hon var i tonåren.
Hon har gjort en duett med Santana, "The Game of Love", som blev en stor hit.
Hon är gift med 19 år äldre basisten Teddy Landau, och tillsammans har de dottern Owen Isabelle som föddes 3 augusti 2005.
Michelle har (förutom att ha uppträtt i flera serier som sig själv) haft en liten roll i komedifilmen "Hot Chick" där hon spelar en DJ.

## Diskografi (urval)
Studioalbum, solo
- 2000 – Broken Bracelet
- 2001 – The Spirit Room med sången Goodbye to You
- 2003 – Hotel Paper
- 2017 – Hopeless Romantic

Studioalbum med The Wreckers
- 2006 – Stand Still, Look Pretty